# Hufvudstadsbladet
Hufvudstadsbladet (HBL, i folkmun Husis, bland finskspråkiga Hubla eller Höblä) är en svenskspråkig politiskt obunden dagstidning som ges ut i Helsingfors i Finland. Tidningen grundades år 1864. Med en upplaga som uppgick till 29 513 exemplar per utgivningsdag år 2019 är tidningen den största finlandssvenska dagstidningen i Finland.

## Historik

### Bakgrund
Hufvudstadsbladet grundades 1864 av August Schauman. Första numret utkom den 5 december samma år. Namnet är kopplat till utgivningsorten Helsingfors, då huvudstad i det ryska storfurstendömet Finland.
Till en början utkom Hufvudstadsbladet sex dagar i veckan och såldes enbart till prenumeranter. I slutet av 1800-talet blev Hufvudstadsbladet den största dagstidningen i Finland.
1885 såldes Hufvudstadsbladet till Arthur R. Frenckell. Frenckell fungerade därefter som en mångårig chefredaktör, från 1885 till 1928.
Tidningen fick 1888 ett eget tryckeri. Åtta år senare skaffade man sig en rotationspress, den första i Finland.

### 1900-talet
1920 grundades Hufvudstadsbladets Förlags- och Tryckeri Ab. Redan året därpå köptes tidningen dock av Amos Anderson, som var chefredaktör 1922–1936 och styrelseordförande fram till sin död 1961. Efter Andersons död togs den över av föreningen Konstsamfundet, vilket etablerades 1940 av Anderson själv.
Från början av 1900-talet har Hufvudstadsbladet haft en samlande kulturpolitisk funktion som den enda finlandssvenska rikstidningen, 1927-60 med en särskild riksupplaga som vände sig till läsare utanför huvudstadsregionen.
Under Amos Andersons tid var tidningens politiska inriktning relativt konservativ. Från och med 1971 har Hufvudstadsbladet dock betecknat sig som "obundet liberalt borgerlig". Under Jan-Magnus Janssons år som chefredaktör (1974–1987) var tidningen en uppmärksammad röst i den politiska debatten i Finland.

### Senare år
Namnet skrivs Hufvudstadsbladet av historiska skäl. Den trycks sedan 2004 i tabloidformat. Tidningen har fått flera pris sedan ansiktslyftet 2004, och bland annat erhöll den titeln Europas bäst designade tidning år 2006 i den europeiska tidningsdesigntävlingen European Newspaper Award.
Tidningens upplaga har under senare år sjunkit, men den är fortfarande den största finlandssvenska dagstidningen i Finland. Upplagan 2013 var 39 662 exemplar per utgivningsdag. Tidningen räknar med att så mycket som en tredjedel av läsarna är finskspråkiga.
I juni 2023 meddelades det att svenska Bonnier News blir majoritetsägare i KSF Media som tidigare ägdes i sin helhet av Konstsamfundet. Förutom Hufvudstadsbladet ger KSF Media ut också tidningarna Västra Nyland och Östnyland.

## Hufvudstadsbladets digitala utgåvor
Den tryckta tidningen utkommer i sin helhet också som e-tidning. Därtill utkommer tidningen dagligen, med aktuella nyhetsartiklar, som webbtidning. Hufvudstadsbladets webbplats lanserades i april 1997. I september 2012 hade webbtidningen ungefär 70 000 unika besökare i veckan, enligt Google Analytics.

## Jubileum
I november 2014 firade Hufvudstadsbladet 150-årsjubileum.

## Chefredaktörer
- August Schauman 1864–1885
- Arthur R. Frenckell 1885–1928
- Amos Anderson 1928–1936
- Egidius Ginström 1936–1959
- Torsten Steinby 1960–1974
- Jan-Magnus Jansson  1974–1987
- Håkan Hellberg 1987–1992
- Bo Stenström 1992 –1995
- Rafael Paro 1995–1997
- Erik Wahlström 1997–2002

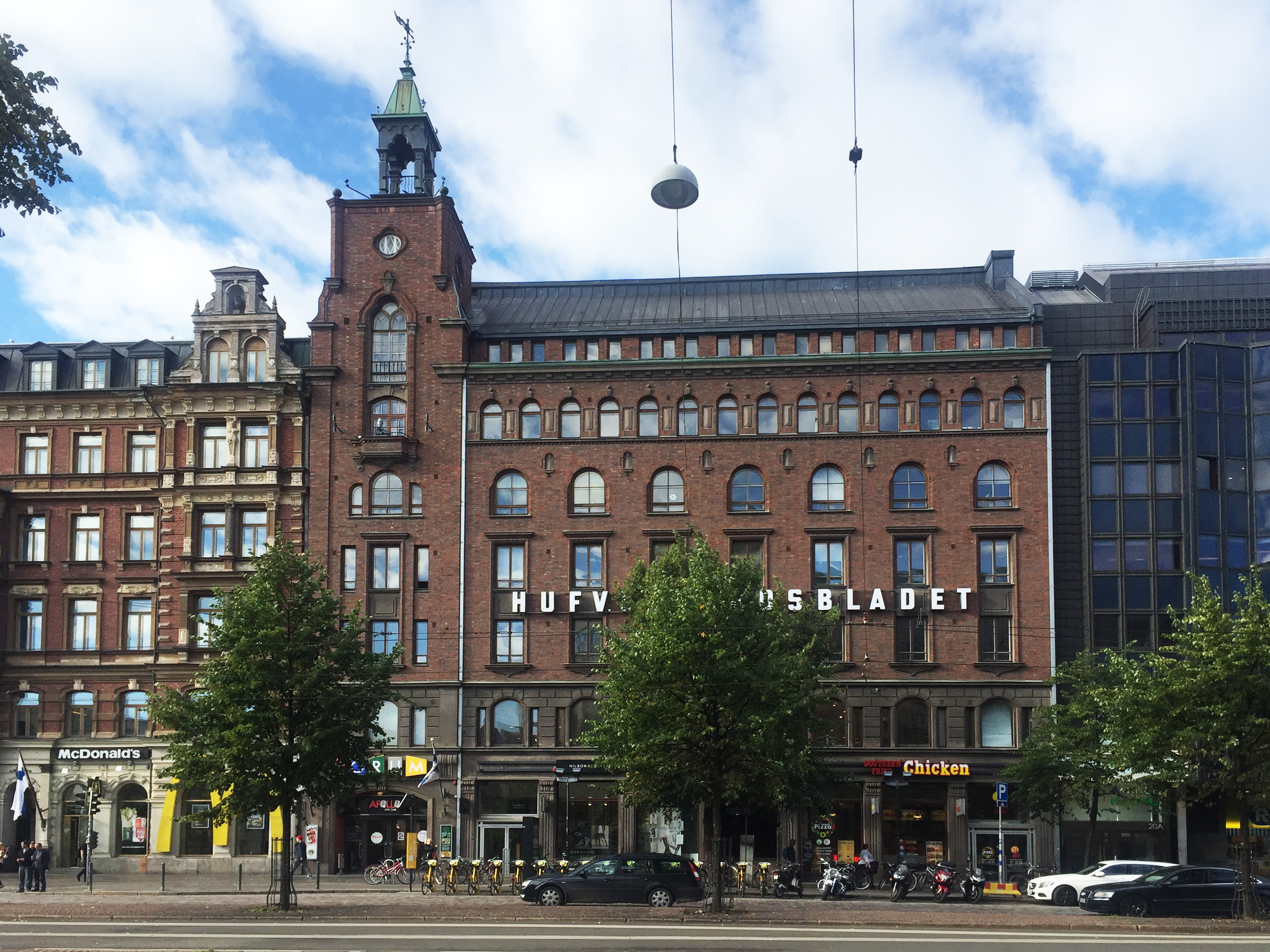
Hufvudstadsbladets officin på Mannerheimvägen i Helsingfors

- Barbro Teir och Max Arhippainen 2002–2008
- Hannu Olkinuora 2008–2011
- Jens Berg 2011–2015
- Tommy Westerlund 2015–2016
- Susanna Landor 2016–2021
- Erja Yläjärvi 2021–2023
- Kalle Silfverberg 2023–

## Ansvarig utgivare
Den 21 april 2016 tillträdde Susanna Landor (då Ilmoni) tjänsten som ansvarig utgivare. Susanna Landor var tillika ansvarig utgivare för samtliga tidningshus inom koncernen KSF Media. Hon är gift med Pär Landor. Landor avgick som chefredaktör den 31 december 2020.
Den 4 februari 2021 tillkännagav KSF Media beslutet att Erja Yläjärvi valts till ny chefredaktör för Hufvudstadsbladet.. När Yläjärvi tillträdde kom hon också att inneha rollen som ansvarig utgivare för koncernens samtliga tidningar. Två år senare (2023) gick hon över till Helsingin Sanomat och den nya chefredaktören Kalle Silfverberg kom från Helsingin Sanomat.

### Webbsidor
- Historiska tidningsbiblioteket 1771–1890: Hufvudstadsbladet (svenska) Läst 11 januari 2017.